# Livingston (Kalifornija)
Livingston je grad u američkoj saveznoj državi Kalifornija. Prema popisu stanovništva iz 2010. u njemu je živjelo 13.058 stanovnika.